# Шепли, Джордж Фостер
Джордж Фостер Шепли (англ. George Foster Shepley; 1 января 1819, Сако, Мэн — 20 июля 1878, Портленд, Мэн) — американский политик, генерал армии Союза во время Гражданской войны, 18-й губернатор Луизианы.

## Биография

### Образование и ранняя карьера
Джордж Фостер Шепли родился в Сако, штат Мэн. Он получил образование в Дартмутском колледже, который окончил в 1837 году со степенью бакалавра искусств, и на юридическом факультете Гарвардской школы права, которую окончил через два года. Получив в том же году адвокатскую лицензию, Шепли сделал успешную юридическую карьеру. С 1839 по 1844 год он занимался частной практикой в Бангоре, а с 1844 по 1861 год — в Портленде. С 1848 по 1849 год, а затем вновь с 1853 по 1861 год, Шепли занимал должность федерального прокурора США в штате Мэн.

### Военная карьера
Шепли начал военную службу 16 ноября 1861 года полковником 12-го пехотного полка национальной гвардии штата Мэн. Он командовал 3-й бригадой во время захвата Нового Орлеана, дослужившись до звания бригадного генерала. С 20 мая по 2 июня 1862 года Шепли исполнял обязанности военного мэра (коменданта) Нового Орлеана, а затем был назначен военным губернатором территории Луизианы, контролируемой Союзом. Он покинул свой пост 24 января 1864 года после проведения новых губернаторских выборов. Шепли перевели в штат Виргиния, где он командовал войсками в оккупированном Ричмонде и был военным губернатором с апреля по июнь 1865 года.

### Послевоенная карьера
В 1865 году, после окончания войны, Шепли вернулся к своей частной практике в Портленде. С 1866 по 1867 год он был членом Палаты представителей Мэна, после чего до 1869 года вновь занимался частной практикой. 8 декабря 1869 года президент Улисс Грант назначил Шепли судьёй Первого судебного округа штата Мэн. 22 декабря 1869 года он был утверждён Сенатом США, и занимал эту должность до своей смерти.
Шепли был женат на Люси Энн Хейс, у них было четверо детей. Шепли умер 20 июля 1878 года в Портленде, штат Мэн от азиатской холеры, и похоронен на кладбище Эвергрин.